# Astroniwa nukurangi
Astroniwa nukurangi är en ormstjärneart som beskrevs av McKnight 2000. Astroniwa nukurangi ingår i släktet Astroniwa och familjen medusahuvuden. Inga underarter finns listade i Catalogue of Life.